# Phyllis Curtin

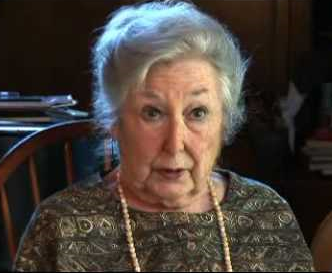
Phyllis Curtin (2010)

Phyllis Curtin (geborene Phyllis Smith; * 3. Dezember 1921 in Clarksburg, West Virginia; † 4. Juni 2016 in Great Barrington, Massachusetts) war eine US-amerikanische Opernsängerin (Sopran).

## Leben
Curtin hatte ab dem siebenten Lebensjahr Violinunterricht und sang in einem Glee-Club ihrer Schule. Nach einem Studium der Politikwissenschaften am Wellesley College begann sie ihre Gesangsausbildung bei Boris Goldovsky und Olga Avierino am New England Conservatory of Music in Boston. 1946 debütierte sie als Nina in der Oper Pique Dame von Tschaikowski bei der New England Opera Company.
1950 kam sie an die New York City Opera, wo sie 1953 in der amerikanischen Erstaufführung von Gottfried von Einems Oper Der Prozess die Rolle des Fräulein Bürstner sang. Carlisle Floyd komponierte für sie die Titelpartie der Oper Susannah (1956), und auch an der Uraufführung von Floyds Opern The Passion of Jonathan Wade (1962) und Wuthering Heights (1958 am Opernhaus von Santa Fe) wirkte sie mit.
Nach Auftritten am Teatro Colón 1959 gastierte sie 1960–61 an der Wiener Staatsoper und 1962 am Teatro alla Scala in Mailand. An der Metropolitan Opera in New York debütierte sie 1961 als Fiordiligi in Mozarts Oper Così fan tutte; in den Saisons von 1966 bis 1970 und 1972–73 gastierte sie hier erneut u. a. als Gräfin in Le nozze di Figaro, und Donna Anna in Don Giovanni von Mozart, als Eva in den Meistersingern von Wagner, als Rosalinde in der Fledermaus von Johann Strauss und als Ellen Orford in Peter Grimes von Benjamin Britten.
1966 wirkte sie am Grand Théâtre de Genève an der Uraufführung von Darius Milhauds La Mère coupable mit. 1969 trat sie an der Oper von Seattle als Rosalinde in der Fledermaus auf, 1970 an der Boston Opera als Senta in Wagners Fliegendem Holländer, 1972 an der Oper von San Antonio als Donna Anna in Don Giovanni und an der Chicago Opera als Marguerite in Hector Berlioz’ La damnation de Faust auf. Bis zu ihrem Rückzug als Sängerin 1984 trat sie zudem weltweit als Konzert- und Liedsängerin auf.
Als Musikpädagogin wirkte Curtin zunächst in Aspen und am Berkshire Music Center in Tanglewood. Von 1974 bis 1983 war sie Professorin für Gesang an der Yale University, danach Gesangsprofessorin und bis 1992 Dekanin der School of the Arts an der Boston University.